# William Batchelder Greene

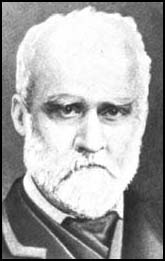
William Batchelder Greene

William Batchelder Greene, född 1818, död 1878, individualanarkist, mutualist och författare av boken Mutual Banking (1849), vilken som namnet antyder behandlar kooperativ bankverksamhet utan vinstintresse.
Greene var medlem i Första internationalen, samt god vän med Pierre Joseph Proudhon, han influerade bl.a. senare anarkister som Benjamin Tucker.